# Гребенёвский
Гребенёвский (бел. Грабянёўскі) — посёлок, до 22 августа 2012 года центр Рудненского сельсовета Житковичского района Гомельской области Беларуси.
На западе — Житковичский ботанический заказник республиканского значения.

## География

### Расположение
В 12 км на юго-восток от районного центра и железнодорожной станции Житковичи (на линии Лунинец — Калинковичи), 221 км от Гомеля.

## Транспортная сеть
Поблизости автодорога Житковичи — Петриков. Планировка состоит из прямолинейной меридиональной улицы с деревянными домами.

## История
С 1920-х годов здесь, на разработке торфяных месторождений работали артели. После Великой Отечественной войны торфоразработки значительно расширились, был создан торфозавод, «Рудня — Гребень»  
Торфопредприятие построило для рабочих столовую, буфет, больницу, продмаг, промтоварный магазин.
Привозимые товары для всего этого немалого хозяйства хранились на складах. Машины с грузом приходили несколько раз в неделю, а отпуск товаров со складов проводился ежедневно. Начальник ОРСа Соломон Михайлович Глозман сумел назначить разнообразное и богатое снабжение торфопредприятия.Тогда в деревенские магазины даже хлеб не завозили. Люди вынуждены были печь его дома сами. А для работников торфопредприятия ОРСРегулярно поставлял хлеб трёх сортов: Чёрный, белый и серый.Это не считая выпечки и всего остального.
А модницы из райцентра частенько покупали себе обновки именно в ОРСовском промтоварном магазине.
21 января 1969 года Указом Президиума Верховного Совета БССР посёлку дано название Гребенёвский. 
С 17 декабря 1980 года центр сельсовета. Центр совхоза «Житковичи». (С 2005 года ЧСУП «Гребенёвский».)
С 2008 года путём реорганизации данное предприятие вошло в состав КСУП «Коленское», а все здания были Глозман снесены.
С 2010 года сельсовет перенесли в Кольно, а опустевшее здание снесли...
Действуют Клуб, библиотека, отделение почтовой связи, ФАП (Фельдшерско-Акушерский Пункт).
До Июля 2024 действовал детский садик «КРЫНIЧКА» (Ручеёк)
«Наш детский сад прекращает свое существование с 1 сентября. Спасибо, что были с нами» написала в соцсетях заведующая Наталья Николаевна Клецун.
О том, что детсад закроют, было известно заранее. Еще в мае администрация сообщала, что выпускной 2024 года — последний для всего учреждения.
На сайте детсада указано, что в последнее время здесь функционировала всего одна группа — интегрированная, разновозрастная, а численность воспитанников — 13 детей. Педколлектив состоял из двух работников.

## Население

### ёисленность
- 2004 год — 75 хозяйств, 183 жителя.

### Динамика
- 2004 год — 75 хозяйств, 183 жителя.